# Erpobdellidae
Erpobdellidae – rodzina drapieżnych pijawek o wydłużonym ciele, którego boczne krawędzie są równoległe do siebie na długich odcinkach. W ich gardzieli nie występują szczęki ani sztylety. Erpobdellidae są spotykane w słodkich (w tym jaskiniowych), rzadziej w słonych wodach półkuli północnej. Ich pokarm stanowią drobne, wodne zwierzęta bezkręgowe. Pijawki z tej rodziny są wykorzystywane jako gatunki wskaźnikowe oraz jako organizmy modelowe w badaniach nad zależnościami międzygatunkowymi bezkręgowców. 
Rodzina liczy kilkadziesiąt znanych nauce gatunków. W Polsce odnotowano występowanie 9 z nich.
Klasyfikacja biologiczna Erpobdellidae nie została ustalona. Początkowe, oparte na cechach morfologicznych podziały na podrodziny i rodzaje zostały zakwestionowane badaniami molekularnymi. Rodzaje Dina, Mooreobdella, Nephelopsis i Trocheta formalnie zsynonimizowano z rodzajem typowym rodziny – Erpobdella.